# Tatjana Lwowna Pilezkaja

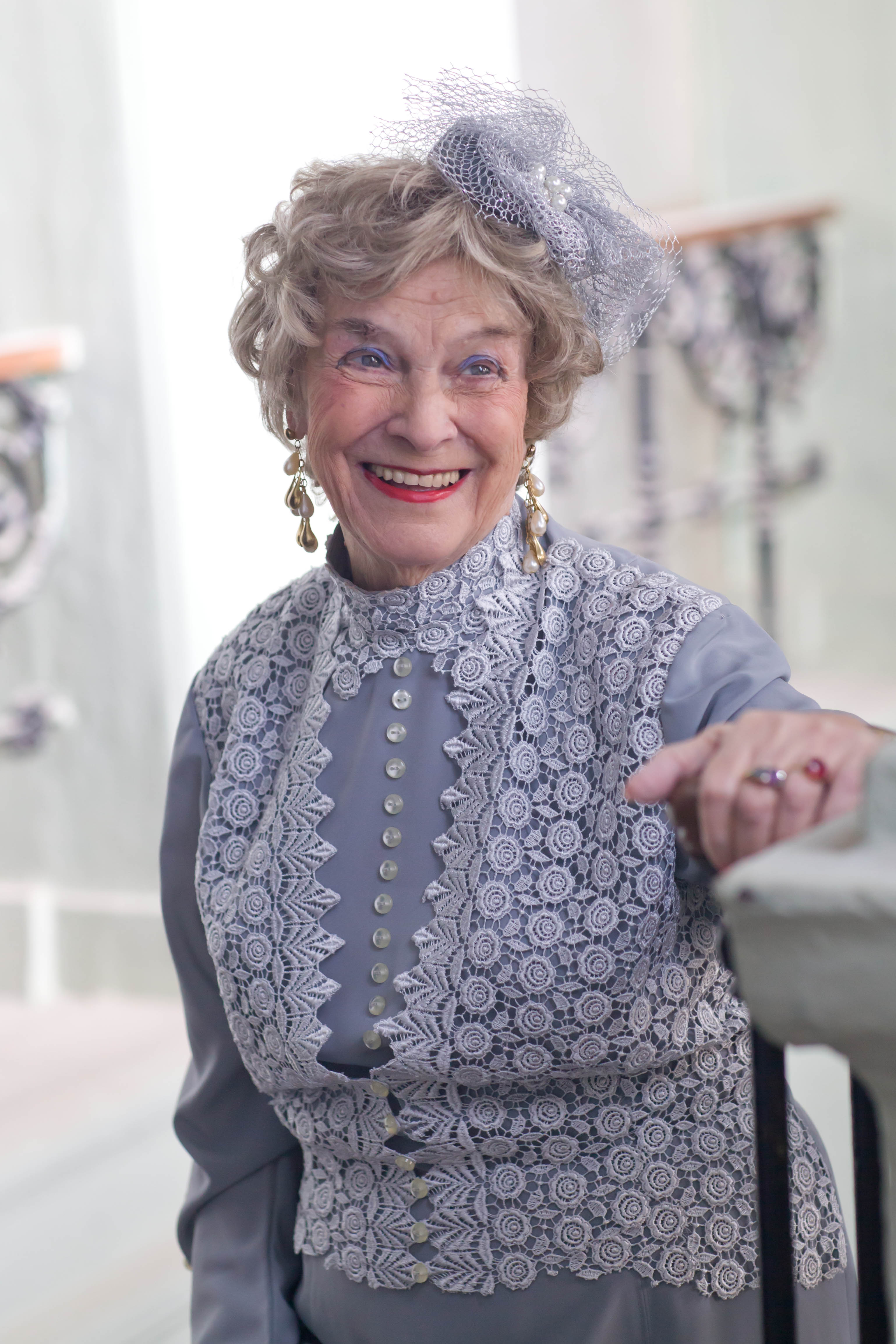
Tatjana Lwowna Pilezkaja (2019)

Tatjana Lwowna Pilezkaja (russisch: Татьяна Львовна Пиле́цкая, geb.: Татьяна Людвиговна Урлауб (Tatjana Ludwigowna Urlaub); * 2. Juli 1928 in Leningrad) ist eine sowjetische bzw. russische Schauspielerin.

## Leben
Pilezkaja stammt aus der ursprünglich fränkischen Künstlerfamilie Urlaub, deren Mitglied Jeremias August 1834 nach Sankt Petersburg emigrierte.
Sie ist die Tochter des Chemikers Ludwig Urlaub (1895–1973), ein Neffe des Malers Georg Johann Christian Urlaub. Tatjana Pilezkajas Großvater, Ludwig Urlaub (1852–1895) war mit Katharina Maria Kessenich verheiratet – einer Enkelin von Louise Grafemus, die als Soldatin in den Befreiungskriegen gekämpft hatte.
Die Familie Urlaub war mit dem Künstler Kusma Sergejewitsch Petrow-Wodkin befreundet, der auch Tatjanas Taufpate war. Petrow-Wodkin porträtierte das junge Mädchen 1937 auf einem Gemälde. Auf Empfehlung Petrow-Wodkins schickten die Eltern ihre Tochter zum Tanzunterricht.
Ab 1941 war die Familie auf Grund ihrer deutschen Herkunft Repressionen ausgesetzt, weswegen Ludwig Urlaub sich entschloss, den Vatersnamen seiner Tochter zu ändern. Auch wurde Tatjana Urlaub zunächst nach Kostroma und später in die Gegend des Urals evakuiert. Ihr älterer Bruder Wladimir fiel 1941 im Zweiten Weltkrieg. Nach Ende des Krieges kehrte Tatjana Urlaub in ihre Geburtsstadt zurück und begann eine Ausbildung an der Waganowa-Ballettakademie. Anschließend studierte sie Schauspielkunst am Leningrader Towstonogow-Bolschoi-Drama-Theater, wo sie zunächst als Schauspielerin auf der Bühne stand. Als Tänzerin trat sie in einem Varieté- sowie einem Musikkomödientheater auf.
1946 heiratete Tatjana Urlaub den Offizier Konstantin Pilezkij, die Ehe bestand bis 1961. Zeitweise wohnte das Ehepaar in Poljarny, hier war Pilezkaja auch für einen lokalen Radiosender tätig. Eine zweite Ehe ging sie mit dem Schauspieler Wjatscheslaw Fjodorowitsch Timoschin ein und von 1978 bis zu dessen Tod 2018 war Pilezkaja mit Boris Dmitrijewitsch Ageschin, ebenfalls Schauspieler, verheiratet.
Ihre erste größere Filmrolle erhielt Pilezkaja 1947, in einem Porträt über den Chirurgen Nikolai Iwanowitsch Pirogow. In den folgenden Jahrzehnten stand Pilezkaja für mehr als 45 Filme vor der Kamera, insbesondere in den 1950er und 1960er Jahren zählte sie zu den erfolgreichsten Schauspielern des sowjetischen Kinos.
Seit 1963 (mit Ausnahme von 1990 bis 1995) ist Pilezkaja am Theater „Baltisches Haus“ in Sankt Petersburg engagiert.

## Filmografie (Auswahl)
- Aschenbrödel (1947)
- Die Ballettsolistin (1947)
- Der Chirurg Pirogow (1947)
- Belinski (1951)
- Rimski-Korsakow (1952)
- Die Mutter (1955) (nach dem Roman Die Mutter von Maxim Gorki)
- Akte 306 (1956)
- Fürstentochter Mary (1955)
- Feuriges Blut (1958)
- Die grüne Kutsche (1967)
- Abschied von Petersburg (1972)
- Taiga-Erzählung (1979)
- Silwa (1981)
- Der falsche Maestro (1982)
- Pas de Deux (Kurzfilm, 2020)
- Der Nordwind (2021)

## Auszeichnungen (Auswahl)
- Verdienter Künstler der RSFSR (1977)[3]
- Volkskünstler Russlands (1999)[7]
- Orden der Ehre (2007)[8]
- Orden der Freundschaft (2017)[9]
- Goldene Maske (2020)[10]